# Acanthopsylla pavida
Acanthopsylla pavida  (лат.) — вид блох из семейства Pygiopsyllidae. Австралия. Описан английским энтомологом Чарльзом Ротшильдом. Эктопаразиты млекопитающих.

## Описание
Паразитируют на млекопитающих различных семейств, главным образом, сумчатых:
- Хищные сумчатые — Antechinus godmani (Thomas, 1923); Phascogale sp.;
- Кенгуровые — Dendrolagus lumholtzi Collett, 1884;
- Кускусовые — Trichosurus caninus (Ogilby, 1836); Trichosurus vulpecula (Kerr, 1792);
- Кольцехвостые кускусы — Hemibelideus lemuroides (Collett, 1884); Pseudocheirus herbertensis (Collett, 1884); Pseudocheirus peregrinus (Boddaert, 1785);
- Сумчатые летяги — Petaurus breviceps Waterhouse, 1839; Dactylopsila trivirgata Gray, 1858;
- Перьехвостые кускусы — Acrobates pygmaeus (Shaw, 1794);
- Карликовые поссумы — Cercartetus caudatus (Milne-Edwards, 1877);
- Бандикутовые — Perameles nasuta Geoffroy, 1804;
- Мышиные — Rattus fuscipes (Waterhouse, 1839); Rattus leucopus (J.E. Gray, 1867); Rattus sordidus (Gould, 1858); Uromys caudimaculatus (Krefft, 1867); Melomys sp.